# بنای عبدالله نج
بنای عبدا… نج مربوط به دوره قاجار است و در شهرستان نور، بخش بلده، دهستان تتارستاق، روستای نج واقع شده و این اثر در تاریخ ۲۶ اسفند ۱۳۸۶ با شمارهٔ ثبت ۲۱۹۴۹ به‌عنوان یکی از آثار ملی ایران به ثبت رسیده است.